# Westerwälder Rind
Das Westerwälder Rind (auch Wäller Rind oder Westerwälder Rotvieh) ist eine ausgestorbene Hausrind-Landrasse, die im Westerwald gezüchtet wurde.

## Aussehen
Die Rasse wird der Kategorie des Roten Höhenviehs zugeordnet. Wie die übrigen Vertreter dieser Kategorie war auch das Westerwälder Rind von eher geringer Größe. Die Kühe hatten eine Widerristhöhe von 118 bis 122 Zentimeter, die Bullen von 121 bis 126 Zentimeter. Das Gewicht der Kühe lag bei 300 bis 400, das der Bullen bei 500 bis 700 Kilogramm.
Die Färbung der Tiere war rotbraun mit weißem Kopf. Die Augen waren von rotbraunen Ringen umgeben, die entweder in das braune Fell des Halses übergingen oder ganz von diesem abgesetzt waren. Die Unterseite von Brust und Bauch war von weißem Fell bedeckt. Meist waren außerdem die Schwanzspitze und ein kleines Fellstück über dem Klauenspalt weiß, der so genannte „Kronfleck“.

## Nutzung
Das Westerwälder Rind wurde sowohl zur Milch- als auch zur Fleischproduktion und als Zugtier genutzt.
Der Westerwald war von kargen Böden und rauem Klima geprägt, so dass die landwirtschaftlichen Erträge gering blieben. Zudem herrschte die Erbteilung vor, so dass zahlreiche Kleinstbetriebe entstanden. Im frühen 19. Jahrhundert war die Bevölkerung der Region weitgehend verarmt. Man sprach vom Pauperismus. Noch 1899 hielten im Oberwesterwaldkreis von 3933 Haushalten mit Rindviehhaltung 1004 nur ein oder zwei Tiere und 1682 drei bis fünf Rinder. In den vier vormals nassauischen Landkreisen wurden noch 1930 zwischen 84 und 92 Prozent aller Milchkühe als Zugtiere eingespannt, was den Milchertrag erheblich verringerte.

## Zuchtgeschichte
Zu den zahlreichen Bemühungen des Herzogtums Nassau, die Landwirtschaft zu fördern, zählte die ab 1817 verordnete Einkreuzung des Murnau-Werdenfelser-Rinds. Diese Versuche blieben jedoch erfolglos, da die Kühe die massigen Kälber nur schwer zur Welt brachten und häufig bei der Geburt starben. Ab 1820 übernahm der neu gegründete „Landwirtschaftlichen Verein im Herzogtum Nassau“ die Bemühungen zur Viehveredelung. 1828 begann der Verein mit staatlicher Förderung die Reinzucht des hergebrachten Westerwälder Viehs. Dabei entstand eine Stammherde, in der gezielt erwünschte Eigenschaften weitergezüchtet wurden. Die Kälber wurden an Landwirte weitergegeben, um so den Viehbestand zu verbessern. Die so entstandene Rasse erhielt die Bezeichnung „Westerwälder Rind“.
Unabhängig von dieser offiziellen Zucht kreuzten viele Züchter in den folgenden Jahren ihr Vieh mit rotbunten Rassen, insbesondere mit dem Lahnvieh und dem Vogelsberger Vieh. Im Unterwesterwaldkreis verdrängte bereits in der zweiten Hälfte des 19. Jahrhunderts das Lahnvieh das Westerwälder Rind. In den übrigen Regionen des Westerwalds blieben landwirtschaftliche Vereine und Verwaltung (über die Gemeindebullen) beim Westerwälder Rind. Unter den Landwirten machte sich Widerstand dagegen breit, der sich meist durch eigenmächtige Einkreuzung von Lahnvieh oder anderen Rassen, gelegentlich auch durch Widersprüche gegen Verwaltungsvorgaben oder juristisch äußerte. Domänen und Großbauern, die sich auf Milch- und Fleischleistung konzentrierten und Kühe nicht als Zugtiere brauchten, rückten früh von der hergebrachten Rasse ab, die als „Hungervieh“ charakterisiert wurde. Hauptkritikpunkte der Bauern waren das niedrige Gewicht und der damit geringe Fleischertrag, die späte Milchreife sowie der insgesamt geringe Milchertrag des Westerwälder Viehs.
Ein Herdbuch, das Milch- und Fleischertrag innerhalb der Rasse steigern sollte, wurde für das Westerwälder Rind erst 1875 von dem neu gegründeten „Verein für Züchtung und Veredelung der Westerwälder Rindviehrasse“ aufgestellt, vor 1904 aber nie geordnet geführt und mit dem Ersten Weltkrieg wieder aufgegeben.
In den 1930er Jahren begann sich das Molkereiwesen flächendeckend zu professionalisieren, wodurch der Druck auf höhere Milchleistung stieg, die mit der alten Rasse nicht mehr zu erreichen war. Das Reichsgesetz zur Förderung der Viehzucht sah ab 1937 keine Zucht des Westerwälder Rinds mehr vor. Die letzten reinrassigen Tiere dürften kurz nach dem Zweiten Weltkrieg geschlachtet worden sein.

### Verbreitung
1925, als das Westerwälder Rind sich bereits im Niedergang befand, verzeichnete eine Statistik Tiere der Rasse in allen Kreisen des Regierungsbezirks Wiesbaden. Bestände mit mehr als 1000 Tiere gab es in folgenden Landkreisen: Landkreis Neuwied (4570), Landkreis Westerburg (4393), Oberwesterwaldkreis (2717), Dillkreis (2372), Kreis Altenkirchen (1681) und Kreis Biedenkopf (1149).
Besondere Zentren der Zucht waren die Orte Driedorf, Madenmühle, Rehe, Niederroßbach, Rennerod, Hellenhahn-Schellenberg, Westernohe, Oberrod, Winnen und Gemünden.
Vereinzelt wurden die Tiere auch im Rheintal bis unterhalb Kölns und in der Eifel gezüchtet. Einkreuzungen in anderen Gebieten bis nach Böhmen sind belegt, scheinen aber nur vorübergehende Versuche gewesen zu sein.

### Züchterorganisation
Unter dem Dach des „Landwirtschaftlichen Vereins im Herzogtum Nassau“ wurde 1829 der „Bund der Viehzüchter“ gegründet. 1875 entstand im ehemaligen Herzogtum Nassau der „Verein für Züchtung und Veredelung der Westerwälder Rindviehrasse“ als Zweigverein des Landwirtschaftlichen Vereins. In der Rheinprovinz entstand 1880 ein gleichnamiger Verein. Der Verein im ehemaligen Herzogtum Nassau zerfiel kurz vor der Jahrhundertwende, nachdem es Unregelmäßigkeiten bei der Vergabe von Fördermitteln und Unterschlagungen gegeben hatte. Erst um 1910 bildeten sich unter dem Einfluss von Paul Schulze-Rößler (1867–1947), Tierzucht-Inspektor der Landwirtschaftskammer Wiesbaden, neue Züchterverbände, die jedoch den Niedergang des Westerwälder Rinds nicht mehr verhindern konnten.
Zuchtschauen Westerwälder Rinder mit Prämierungen wurden von 1829 bis 1855 in Emmerichenhain abgehalten, danach in Bad Marienberg und später in anderen Orten der Region. Ab etwa 1890 gab es Zuchtschauen nur noch in unregelmäßigen Abständen.

## Quelle
- Das Westerwälder Rind – Ein "Spezialartikel" des Westerwalds. Begleittext zur Ausstellung "Das Westerwälder Rind – Eine Westerwälder Haustierrasse". Landschaftsmuseum Westerwald, Hachenburg 2007
- Hubert Wagenbach: Vom Drei- zum Einnutzungsrind. In: Jahrbuch für den Kreis Limburg-Weilburg 2002, S. 131–135.